# Neolophonotus porcellus
Neolophonotus porcellus är en tvåvingeart som först beskrevs av Speiser 1910.  Neolophonotus porcellus ingår i släktet Neolophonotus och familjen rovflugor. Inga underarter finns listade i Catalogue of Life.